# Yomiuri Giants
Die Yomiuri Giants (jap. 読売ジャイアンツ, Yomiuri Jaiantsu) aus Tokio sind die älteste und erfolgreichste Mannschaft im japanischen Baseball mit 38 Ligatiteln in der Central League und 22 Nippon-Series-Siegen. Dazu kommen 9 Meisterschaften in der Japanese Baseball League (1936–1949). In der Öffentlichkeit werden sie oft kurz mit Kyojin (巨人, jap. für Giants) bezeichnet.

## Organisation
Die Giants sind im Besitz der Yomiuri-Unternehmensgruppe der Zeitung Yomiuri Shimbun. In heutiger Form sind sie eine 2002 ausgegründete Aktiengesellschaft, die K.K. Yomiuri Kyojin-gun (株式会社読売巨人軍) mit Sitz in Chiyoda, Präfektur Tokio.

## Geschichte

Platzierung der Giants in der Central League seit 1950.

Die Yomiuri Giants gingen 1936, als die Japanische Baseball Liga mit sechs Teams den Betrieb aufnahm, aus dem Großjapanischen Baseball-Club Tokio (大日本東京野球倶楽部, Dai-Nippon Tōkyō Yakyū Kurabu) hervor, der bereits seit 1934 ein Profiteam aufbaute. Bereits in den ersten Jahren waren die Giants sehr erfolgreich und gewannen bis zur Gründung der heutigen Ligastruktur 1949 bereits neunmal den Ligatitel, d. h., sie mussten sich nur im Herbst 1937 und im Frühjahr 1938 sowie zwischen 1944 und 1948 geschlagen geben. (1936 bis 1938 wurde zweimal jeweils im Frühling und Herbst gespielt. 1945 wurde wegen des Krieges nicht gespielt.)
In den Jahren vor dem Krieg spielten auch die ersten (oft japanischstämmigen) Amerikaner für die Giants. Die berühmtesten Spieler des Teams waren in dieser Zeit aber die Pitcher Eiji Sawamura, nachdem der jährlich an den besten Pitcher vergebene Sawamura Award benannt ist,  und der russischstämmige Victor Starffin, der der erste Profi-Pitcher in Japan war, der 300 Wins erreichte.
Mit der Restrukturierung der japanischen Liga 1949 begann für die Giants in der Central League die zweite goldene Ära nach den Erfolgen der Vorkriegszeit: Zwischen 1949 und 1959 beendeten sie die Saison neunmal als Erster. Dabei gewannen sie von 1951 bis 1953 dreimal in Folge sowie 1955 auch die Nippon Series.
Die größten Triumphe lagen noch vor ihnen. 1958 stieß der Third Baseman Shigeo Nagashima, der später Mister Giants genannt wurde und bis heute einer der beliebtesten Baseballspieler in Japan ist, zum Team; ein Jahr später begann der First Baseman Sadaharu Oh seine Karriere (anfangs als Pitcher) bei den Giants. Mit diesen beiden Spielern im Lineup gelang den Giants ein historischer und bis heute unwiederholter Erfolg: Von 1965 bis 1973 gewannen sie neun Mal in Folge den Ligatitel und die Nippon Series.
In den 80er und 90er Jahren ließ die Dominanz des Rekordmeisters nach; aber die „New York Yankees von Japan“, wie sie manchmal genannt werden, bewiesen mit elf weiteren Ligatiteln und fünf Meisterschaften seitdem (zuletzt 2002), dass immer mit ihnen zu rechnen ist. Ein einziges Mal (1975 unter Shigeo Nagashima als Manager) beendeten sie die Saison als Letzter der Central League und in ihrer Geschichte erreichten sie seit 1936 eine Siegquote von .587 (mit 5062 Siegen, 3566 Niederlagen und 264 Unentschieden).

## Erfolge
Meistertitel:
Japanese Baseball League : 9
Central League : 38
Japan Series: 22
Asia Series: 1

## Berühmte ehemalige Spieler

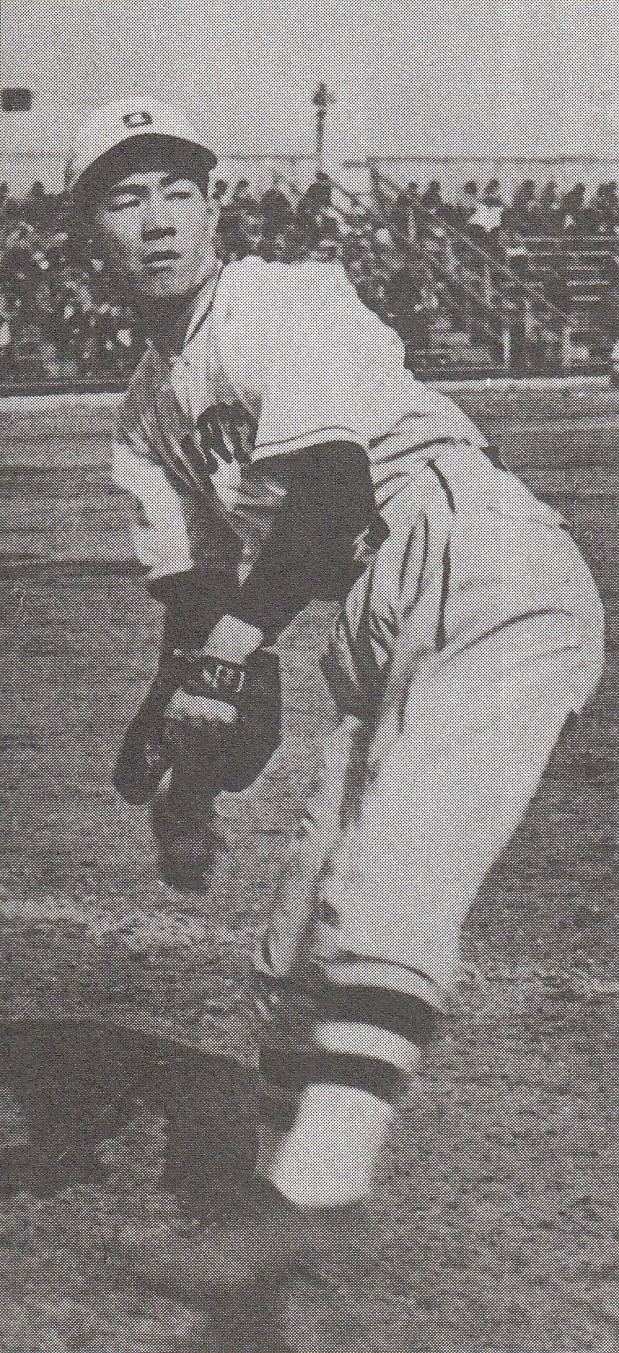
Eiji Sawamura, der Namensgeber des japanischen Pitcher Awards, im Trikot der Giants

- Warren Cromartie
- Suguru Egawa
- Tatsunori Hara
- Masaichi Kaneda
- Masumi Kuwata
- Hideki Matsui
- Shigeo Nagashima
- Hiromitsu Ochiai
- Sadaharu Oh
- Eiji Sawamura
- Wally Yonamine
- Kazuhiro Kiyohara
- Tsuneo Horiuchi
- Kimiyasu Kudō
- Masaki Saitō
- Hiromi Makihara
- Isao Shibata
- Shozo Doi
- Kazunori Shinozuka
- Kiyoshi Nakahata
- Sadaaki Yoshimura
- Takashi Nishimoto
- Hajime Kato
- Kaoru Okazaki
- Hiroki Kokubo

## Stadion

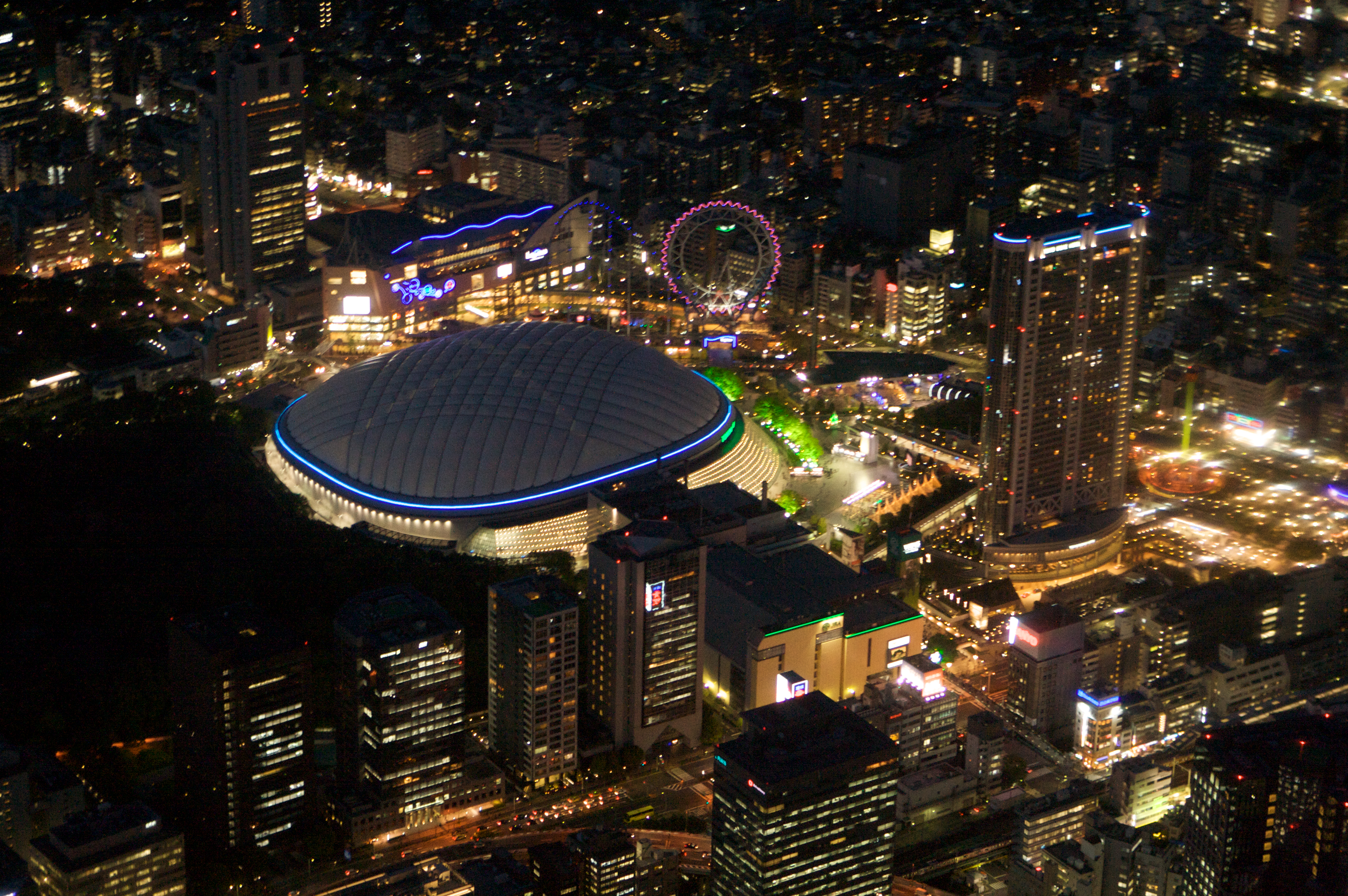
Der Tokyo Dome im Bezirk Bunkyō.

Heimat der Giants ist der 1988 im Bezirk Bunkyō fertiggestellte Tokyo Dome, der 55.000 Zuschauern Platz bietet.
An derselben Stelle hatte zuvor das Kōrakuen-Stadion mit 30.000 (ab 1970: 40.000) Plätzen dem Team als Heimstadion gedient.

## Manager
- Sadayoshi Fujimoto (1936–42)
- Haruyasu Nakajima (1943, 1946–47)
- Hideo Fujimoto (1944–46)
- Osamu Mihara (1947–49)
- Shigeru Mizuhara (1950–1960)
- Tetsuharu Kawakami (1961–74)
- Shigeo Nagashima (1975–80, 1993–2001)
- Motoshi Fujita (1981–83, 1989–92)
- Sadaharu Oh (1984–88)
- Tatsunori Hara (2002–03, 2006-)
- Tsuneo Horiuchi (2004–05)
- Tatsunori Hara (2006–2015)
- Yoshinobu Takahashi (2016–2018)
- Tatsunori Hara (2019-)